# Гусев, Константин Михайлович

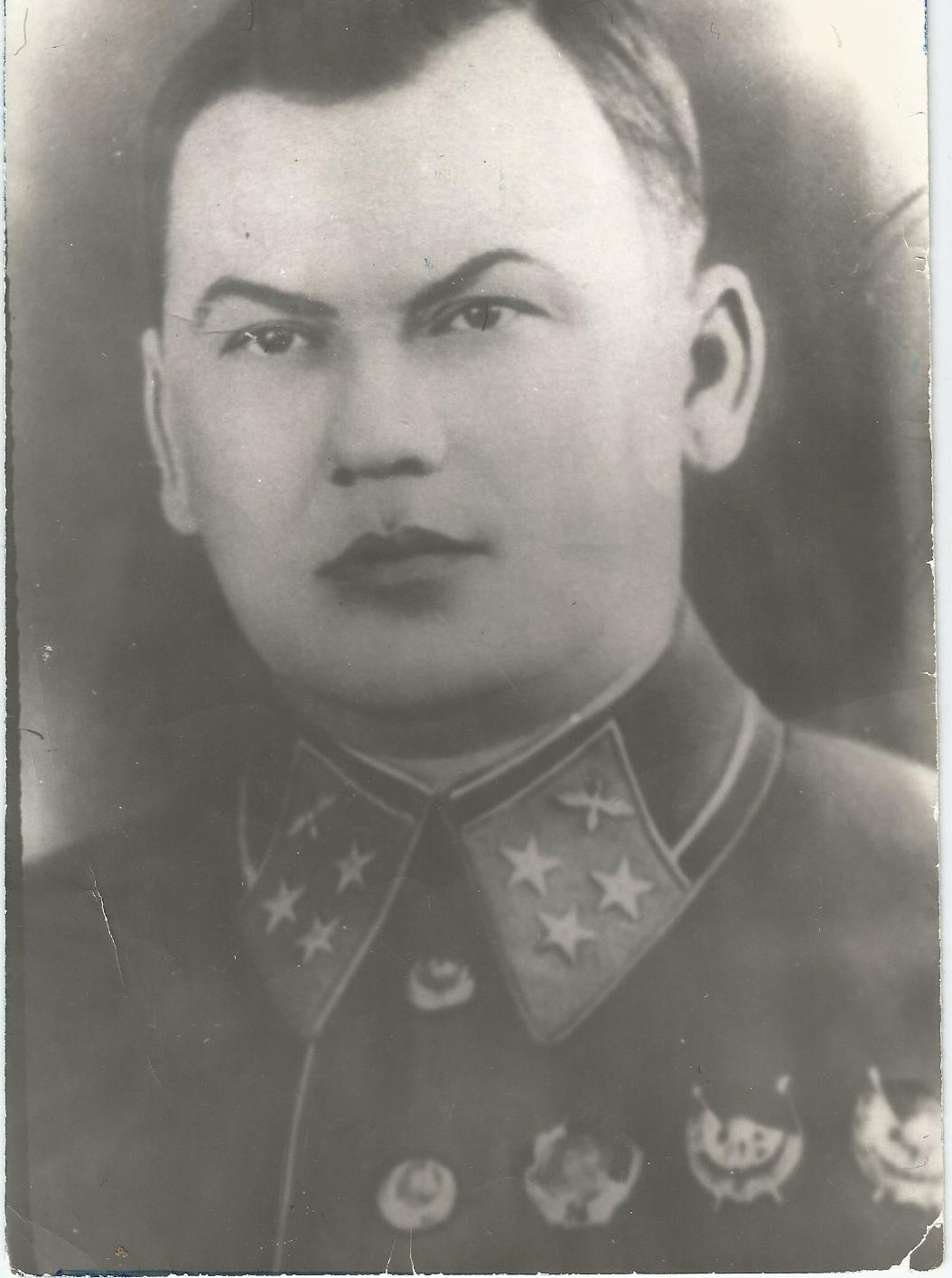
Генерал лейтенант Гусев Константин Михайлович

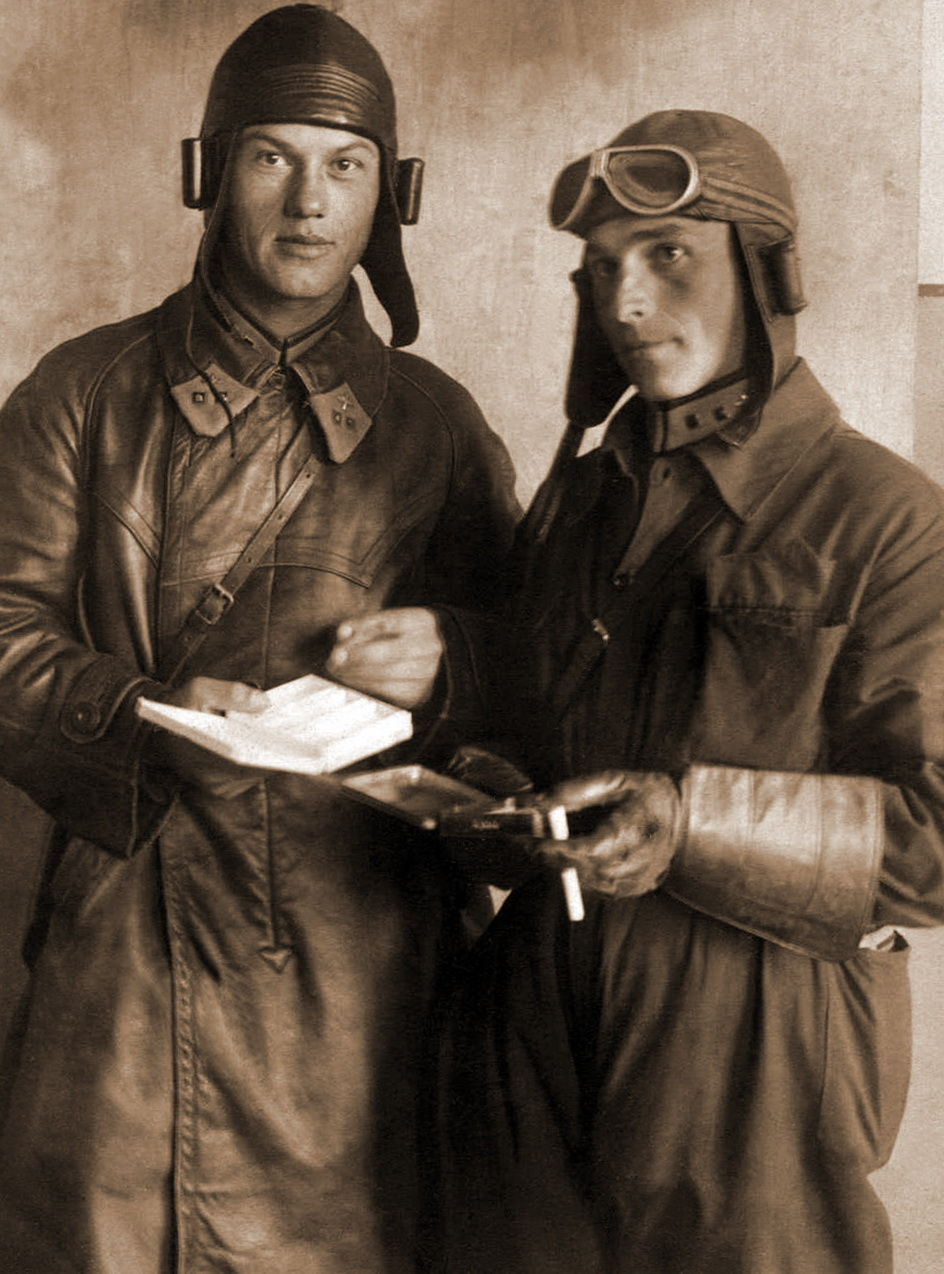
Гусев К.М с лётчиком Семёновым М.П (1905—1935).

Константин Михайлович Гусев (1 [14] июля 1906—23 февраля 1942) — советский военный лётчик и военачальник, заместитель начальника Главного управления военно-воздушных сил Красной Армии, командующий военно-воздушными силами Дальневосточного фронта, генерал-лейтенант авиации (1940).

## Биография
Родился в посёлке суконной фабрики (ныне посёлок городского типа Пролетарский Серпуховского района Московской области) в семье рабочего из сельца Дубровок Алексеевской волости Серпуховского уезда Михаила Михайловича Гусева и его жены Домны Фёдоровны, крещён на следующий день. Русский. В семье было семеро детей. В 1916 году окончил церковно-приходскую школу и был отдан на бесплатное обучение в монастырь Давидова пустынь. В начале 1917 года из монастыря был изгнан за участие отца в забастовке рабочих. В 1918—1920 годах — рабочий суконной фабрики, затем с 1920 года работал учеником в слесарной мастерской, одновременно учился в вечерней профтехшколе.
В Красной армии с 1925 года по комсомольской путёвке. Окончил Ленинградскую военно-теоретическую авиашколу в 1926 году. По её окончании был направлен в Борисоглебскую школу летчиков, которую окончил в 1928 году. С августа 1928 года служил в 52-й авиационной эскадрилье — младший лётчик, с марта 1930 — исполняющий должность командира звена и командир звена, с ноября 1931 — командир отряда. С июля 1933 года — командир 9-й легкоштурмовой авиационной эскадрильи. С осени 1936 года находился в правительственной командировке в Испании, где участвовал в гражданской войне на стороне республиканского правительства, будучи командиром авиационной группы советских лётчиков-добровольцев, летавших на скоростных бомбардировщиках Р-5ССС.
По возвращении из Испании в июне 1937 года из майоров произведён сразу в комдивы (минуя звания полковника и комбрига) и назначен командующим ВВС Белорусского военного округа (вскоре был преобразован в Западный Особый военный округ). С июля по декабрь 1940 года — второй заместитель начальника Главного управления ВВС РККА. С декабря 1940 года — командующий ВВС Дальневосточного фронта.
Депутат Верховного совета СССР 1-го созыва (с 1937 года). Депутат Верховного совета Белорусской ССР. Член Военного совета при народном комиссаре обороны с октября 1938 года.

## Репрессии и реабилитация
Арестован 11 июля (по другим данным — 17 июля) 1941 в Хабаровске. Приговорён по обвинению в участии в военном заговоре Особым совещанием при НКВД СССР 13 февраля 1942 года в высшей мере наказания. Виновным себя не признал. Расстрелян 23 февраля 1942 года. Данных о месте захоронения нет. Посмертно реабилитирован определением Военной Коллегии Верховного суда СССР 4 сентября 1954 года.

### Воинские звания
- Майор (1935)
- Комдив (20.06.1937)[6]
- Комкор (11.04.1940)[7]
- Генерал-лейтенант (4.06.1940)[8]

### Награды
- Орден Ленина (25.05.1936).
- Два ордена Красного Знамени (02.01.1937, 21.06.1937).